# Cava (isole Orcadi)
Cava, (in Norreno Kálfey) è un'isola disabitata nell'arcipelago delle Orcadi, in Scozia.
Il nome originale letteralmente significa calf island, ovvero "isola-vitello", una terminologia spesso usata per indicare una piccola isola affiancata da una più grande, in questo caso Hoy. Cava comprende anche una piccola penisola, collegata al corpo principale dell'isola da uno stretto istmo, che a sua volta prende il nome di Calf of Cava.
Cava è situata nella Scapa Flow al largo di Hoy, fra le isole Fara e Mainland.
Nel XVIII secolo un famoso pirata, John Gow, saccheggiò l'isola e rapì tre giovani donne. Ad ogni modo Cava, come altre piccole isole delle Orcadi meridionali, perse la propria popolazione residente lungo il corso del XX secolo. Esiste ancora un edificio abitabile sull'isola, denominato Cava Lodge.
Su Cava è ambientato lo webcomic "Crossed: Wish You Were Here".